# Aluthgama
Aluthgama (en cingalés: අලුත්ගම, romanizado: Alutgama; en tamil: அளுத்கமை, romanizado: Aḷutkamai) es una ciudad costera en el distrito de Kalutara en la provincia occidental de Sri Lanka. Está situada en la orilla norte de la desembocadura del río Bentota Ganga, a aproximadamente a 63,5 kilómetros al sur de la capital Colombo y a 68 kilómetros al norte de Galle.
Los principales ingresos provienen del turismo y el sector bancario. Es el lugar de nacimiento de la cantante y compositora Nanda Malini, una de las más reconocidas del país.
Alberga una de las estatuas de Buda más altas del mundo, una figura sentada de 48,8 metros de altura, erigida en el templo Kande Vihara al norte del río.

## Historia
Su historia se remonta al siglo XIII, cuando un poema titulado Thisara Sandesha, escrito en 1366, menciona la belleza de la ciudad.
El 15 de junio de 2014, fue escenario de los disturbios antimusulmanes de 2014 en Sri Lanka que provocaron 4 muertos y 80 heridos.

## Transporte

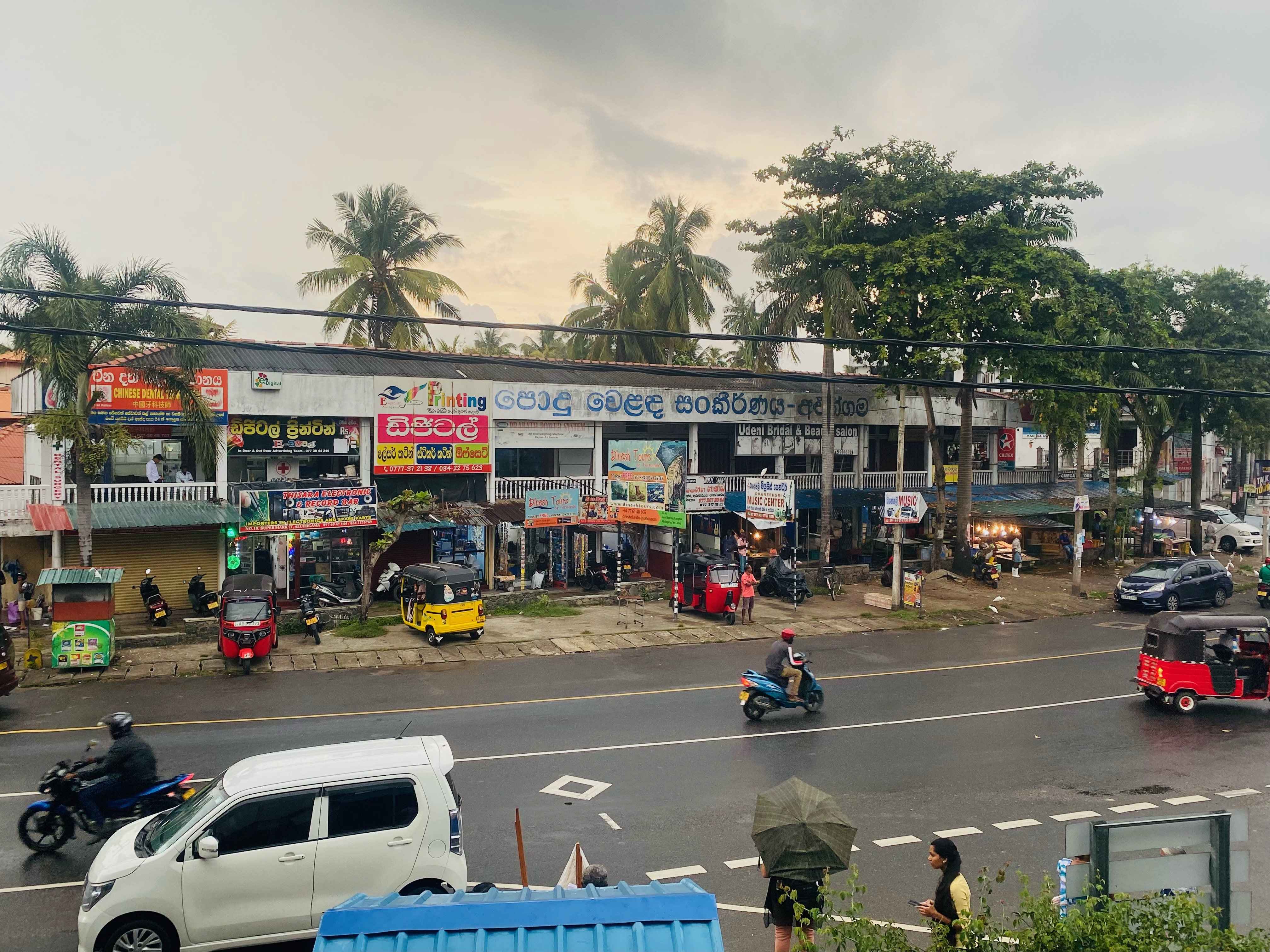
Vista de la ciudad.

Se encuentra emplazada en la línea ferroviaria costera o sur, que conecta Colombo con Matara; y en la autopista A2, que conecta Colombo con Wellawaya. Tras la construcción de la Autopista Sur (E01) entre Colombo y Galle, la ciudad  se ha convertido en un punto de entrada a la autopista desde Galle Road (A2), por la B157.